# Ельничная (приток Островной)
Ельничная — река в России, протекает по Свердловской области. Устье реки находится в 3,6 км по левому берегу реки Островная. Длина реки составляет 10 км.

## Данные водного реестра
По данным государственного водного реестра России относится к Иртышскому бассейновому округу, водохозяйственный участок реки — Рефт от истока до Рефтинского гидроузла, речной подбассейн реки — Тобол. Речной бассейн реки — Иртыш.
Код объекта в государственном водном реестре — 14010502112111200007694.